# Psittaciformes
Vous lisez un « bon article » labellisé en 2008.
Ordre
Taxons de rang inférieur
Les Psittaciformes sont un ordre d’oiseaux tropicaux connus, par exemple, sous les termes génériques de perroquets, perruches, cacatoès, loris ou conures, ces termes désignant également plus particulièrement certaines espèces. Ils possèdent des caractères très marqués et assez homogènes qui permettent de les identifier facilement.
D’une intelligence reconnue, certaines espèces sont capables de vocalisations remarquables et d’imiter la voix humaine. Du fait de ces caractéristiques et des couleurs chatoyantes de leur plumage, de nombreuses espèces sont élevées comme animaux de compagnie dont quelques-unes, rares et protégées, font l’objet de trafics importants.
Sur la zoologie de ces espèces, voir aussi Psittacidae. Sur les perroquets comme animaux de compagnie et dans la culture, voir Perroquet.

## Systématique et taxonomie

### Taxonomie
Le terme pour désigner ce groupe d’oiseaux dérive du latin Psittacus, terme qui serait une déformation de Sittace, une ville d’Assyrie où des espèces de psittacidés vivaient. L’ancien nom vernaculaire pour désigner l’ordre était papegeai (et Papegaux), aujourd’hui ce terme a été remplacé par perroquet, terme qui apparaît comme imprécis pour beaucoup d’espèces car les termes perruche et inséparables sont bien connus.

### Systématique
L’ordre des Psittaciformes est traditionnellement composé d’au moins deux ou trois familles : les psittacidés, les Cacatuidés, et les Loriidés par quelques auteurs. Cependant la classification des Psittaciformes a connu de très nombreuses modifications tout au long du XXe siècle et la position phylogénétique de toutes les espèces ou sous-espèces n’est pas encore parfaitement connue. Les listes rédigées peuvent donc comporter de nombreuses différences suivant les auteurs.
Il est cependant possible de reconnaître quelques grands groupes qui semblent naturels comme celui qui compte les cacatoès, celui qui compte les loris et loriquets, celui qui compte les nestors et le Kakapo. Il est plus difficile de reconnaître des groupes naturels dans les espèces restantes, bien que le groupe défini par la classification de Howard et Moore comme celui des Arinae semble lui aussi assez naturel.
Aujourd’hui, la classification de référence (version 6.3, 2016) du Congrès ornithologique international y inclut quatre familles (par ordre phylogénique) :
- famille Strigopidae
- famille Cacatuidae
- famille Psittacidae
- famille Psittaculidae

En outre la position phylogénétique au sein des Psittaciformes de quelques fossiles n’appartenant pas à la famille des Psittacidae est discutée. L’arbre phylogénétique, suivant la taxinomie de Mayr (2002), se décompose donc sous la forme suivante :
- Psittaciformes
  - Pseudasturidae (éteint)
  - 
    - Psittacopes (éteint)
    - Quercypsittidae (éteint)
    - Psittacoidea, Psittacidae sensu traditionalis
      - 
        - ? Strigopinae
        - ? Nestorinae
        - Micropsittinae
        - Psittacinae

      - 
        - Loriinae
        - Cacatuinae
          - Nymphicinae
          - Cacatuidae

Dans la classification du COI de 2009, les psittacidés regroupent 348 espèces, portant des noms vernaculaires qui peuvent contenir les termes loris, coryllis ou loricules, guaiabero, loriquets, psittrichas, strigops, micropsittes, psittacules, perruches, palettes, éclectus, coryllis, inséparables, perroquets, aras, conures, touis, caïques, piones, amazones, papegeai, crick tandis que les cacatuidés regroupent 20 espèces de cacatoès et la Calopsitte élégante. Le nombre d'espèces reconnues varie également selon les classifications. La famille des Strigopidae, quelquefois appelée Nestoridae, qui regroupe des espèces souvent jugées archaïques, est formée par les espèces de nestors et le Strigops kakapo. Dans cette taxonomie, la famille des psittacidés est elle-même divisée en six sous-familles.
Dans la systématique proposé par Frank Gill en 1995 l’ordre des Psittaciformes est divisé en trois familles et six sous-familles : les familles des Cacatuidae, des Loriidae (loris et loriquets) et des Psittacidae (perroquets et perruches).
Dans la classification de Howard et Moore, l’ordre est initialement divisé en la famille des Cacatuidae et celle des Psittacidae de ce fait la famille des Strigopidae est une sous famille de Psittacidae au même titre que celles des Psittrichadinae, Loriculinae, Micropsittinae, Loriinae, Psittacinae. Les six sous-familles peuvent également se retrouver dans d’autres classifications à des degrés divers c'est-à-dire que l'on retrouve parfois, suivant les classifications, les mêmes groupes comme étant une famille, une sous-famille voir une tribu comme les Platycercinae, Arinae quelquefois vu comme les tribus des Platycercini et des Arini. Comme toujours s'il est toujours opportun de spécifier à quelle classification on fait référence lorsque l'on évoque un taxon, cela l'est particulièrement pour tous les taxons classés au sein des Psittaciformes.

#### Le groupe qui inclut les Cacatoès

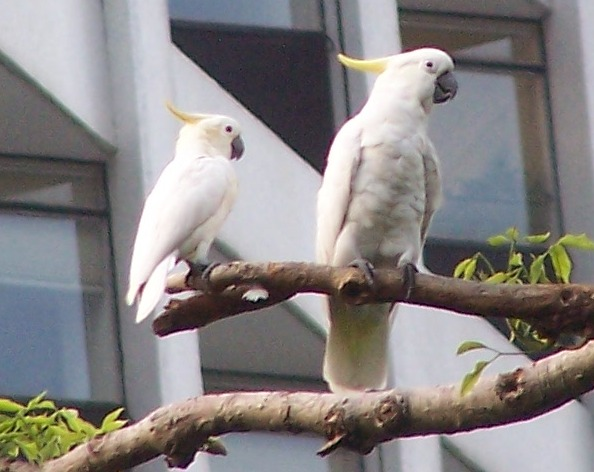
Cacatoès soufré

Ces oiseaux sont particuliers sur le plan morphologique. Ils disposent en effet d’une crête mobile, un arrangement différent des artères de la carotide, une vésicule biliaire, des différences au niveau des os du crâne et l’absence de couleurs structurales dans les plumes qui ne leur permettent pas d’avoir des teintes aussi nombreuses que chez les autres Psittacidae. Des études génétiques suggèrent ce groupe comme monophylétique.

#### Le groupe qui inclut les loris

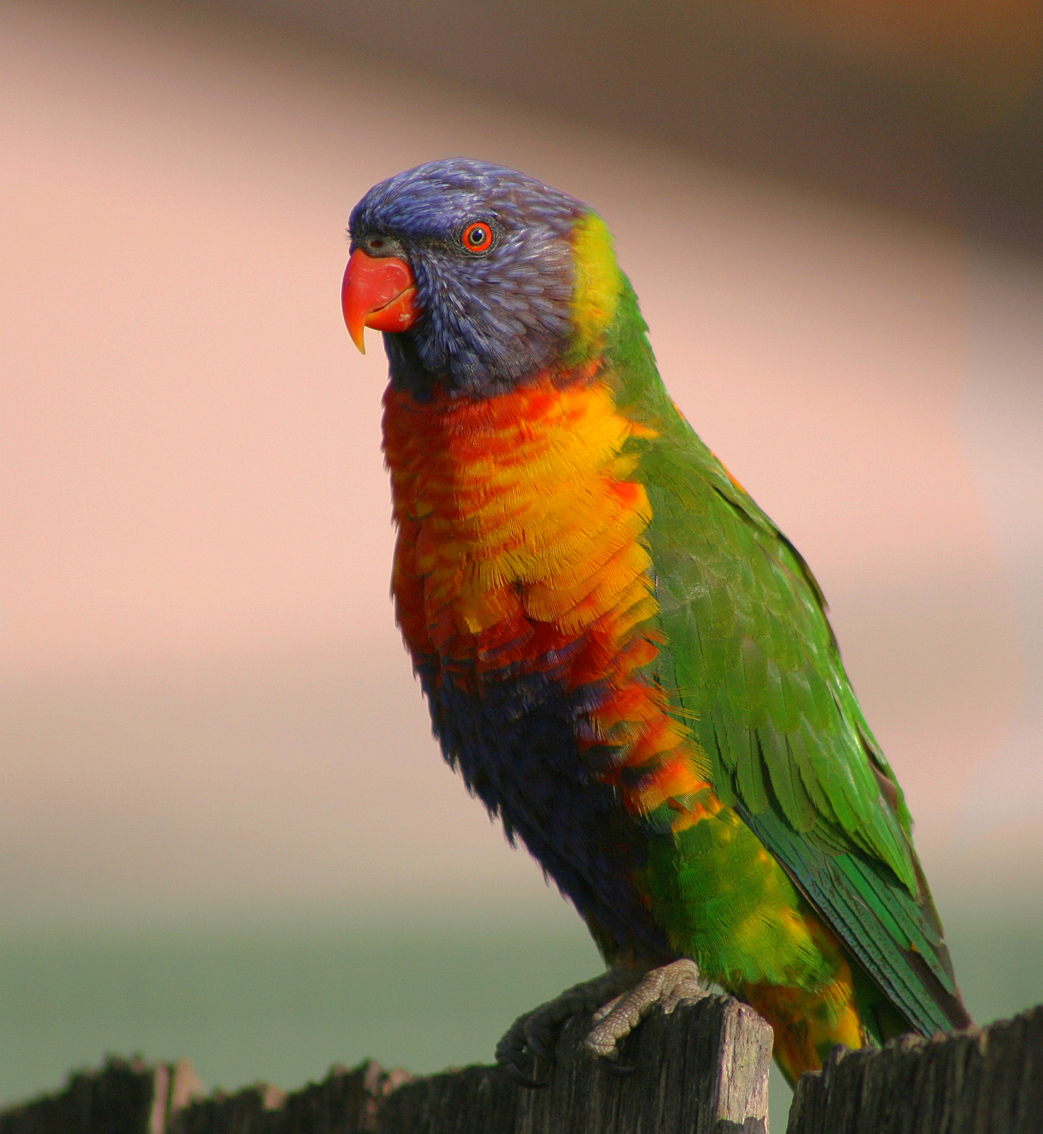
Loriquet à tête bleue

Le groupe formé par les loris et loriquets a été considéré comme troisième famille sous le nom de Loriidae pendant de nombreuses années. Cependant, ils sont maintenant regroupés sous le taxon des Loriinae sous-famille de Psittacidae par une majorité d’auteurs. Les données biogéographiques et celles obtenues à partir de diverses études génétiques permettent de dire que ce groupe est monophylétique.
Ils sont plus proches des psittacinés que des cacatuinés.

#### Les Psittaciformes non volants de Nouvelle-Zélande
Les nestors et le kakapo de Nouvelle-Zélande sont très différents des autres Psittaciformes. Aussi bien morphologiquement que comportementalement. Ils ont presque toujours été considérés comme des Psittaciformes primitifs, ou du moins comme étant génétiquement éloignés de la branche principale.

#### Le groupe restant
Bien que les connaissances sur ce groupe, notamment sur les relations entre espèces, se soient améliorées au cours de ces dernières années, les espèces restantes sont probablement toujours paraphylétiques. La position phylogénétique des espèces qui le composent est donc susceptible d’évoluer dans les années à venir. Cette sous-famille regroupe près de 300 espèces.

### Histoire de l'étude desPsittaciformes
La systématique de ce groupe a depuis toujours posé des problèmes du fait de l’originalité des caractéristiques de ces oiseaux et, longtemps, n’a pas fait l’unanimité.
Les premières tentatives de classification scientifique sont faites par Buffon et fondée sur les dissections des premiers perroquets parvenus dans les cabinets de curiosités. Quelques systématiciens, dont Bonaparte est le chef de file, plaçaient ces espèces au sein de la classe des oiseaux comme ils plaçaient les primates au sein des mammifères. Aucune nouvelle connaissance ne permet de progresser jusqu’aux travaux de Émile Blanchard mais ces résultats ne font pas non plus l’unanimité. Il parvient à déterminer, pour les espèces connues, que les perroquets américains et ceux d’Afrique/Australasie doivent être regroupés au sein de groupes différents. La systématique présentée reste proche d’un classement par nom vernaculaire. Vingt ans plus tard dans les années 1867, Finsch publie à Leyde une monographie sur les Psittacidae en reconnaissant cinq sous-familles regroupant 26 genres, la sous-famille du Kakapo, les cacatoès, les Sittacinae des perroquets à grande queue dont les Aras, les perroquets à petite queue, les perroquets à langue en brosse, dont les loris et les espèces du genre Nestor. L’assemblage du dernier groupe fait penser que cette systématique n’est pas naturelle.
En 1874, Alfred Henry Garrod de la Zoological Society of London publie une étude sur l’anatomie de 82 espèces qui ont vécu dans son jardin. C’est lui qui montre la particularité de la carotide pour toutes les espèces et détermine systématiquement la présence ou l’absence de glande uropygienne, de muscles ambiens, de la structure de la furcula mais il néglige le reste du squelette et commet diverses erreurs. Garrod divise dans un premier temps les perroquets en deux familles, les Palaeornithidae et les Psittacidae et trois sous-familles Palaeornithinae, Cacatuinae, et Stringopinae. Plus tard en quatre sous-familles Arinae, Pyrrhurinae, Platycercinae, et Chrysotiane. À part les Cacatuinae, tous ces taxons sont paraphylétiques. Largement critiqué, ce classement est rapidement obsolète. Seules les caractéristiques retenues pour distinguer les Agapornis et Psittacula sont pertinentes.
Alphonse Milne-Edwards montre que des différences significatives sont visibles en fait dans les os du crâne chez les Psittacidae. Cela montre que la furcula n’est pas déterminante pour une classification, d’autant que la distance géographique entre les différentes espèces qui ont la même particularité est trop importante pour que ce caractère soit homologique. C’est lui qui identifie les premiers fossiles européens.
De nombreuses systématiques vont se succéder, sans pouvoir résoudre tous les problèmes. En 1881, Anton Reichenow publie une systématique fondée sur des caractéristiques externes. Il crée neuf familles, 45 genres et 442 espèces sans compter les sous-espèces, les sous-espèces ne sont pas reconnues et les noms trinominaux n’existent pas. Ces groupes sont très différents de ceux de Garrod mais aussi paraphylétiques : les espèces du genre Nestor sont, par exemple, classés avec les cacatoès. Philip Lutley Sclater en propose une variante en 1883 : les Geopsittacus et Pezoporus sont placés dans les Strigopidae. Le genre Nestor est aussi classé dans une famille indépendante, tous les autres sont classés dans les Psittacinae, les Cacatuinae, les Loriinae définis par leur langue en brosse, les Arinae. La classification de Adelaro Tommaso Paleotti Salvadori et de Hans Friedrich Gadow suit ; elle reconnait 500 espèces réparties en 80 genres, les deux familles de Psittacidae et Trichoglossidae qui regroupent respectivement les sous-familles Stringopinae, Psittacinae et Cacatuinae, et les Cyclopsittacinae, Loriinae et Nestorinae.
Au milieu du XXe siècle, la plupart des auteurs suivent James Lee Peters de sa Check-List qui réduit l’ordre à deux familles. La classification de Howard et Moore qui date des années 1980 suit cette classification à peu de différences près. La classification de Gill conserve, elle, les trois familles classiques.
Des études récentes comme celle sur l’ADN mitochondrial de 1998 ou celle des chromosomes sexuels Spinlin en 2005 ne permettent pas de conclure avec certitude sur la phylogénie des espèces. Les fossiles découverts et les estimations obtenues grâce aux datations génétiques ne permettent toujours pas en 2007 de bien comprendre et surtout de connaître avec précision quand les divergences, au sein de cet ordre, ont eu lieu. En effet, le manque de données paléontologiques ne permet pas de calibrer précisément ces évolutions, la présence de convergence évolutive marquée impliquent une radiation tardive mais la distribution très particulière de ces oiseaux peut être en contradiction avec ces études.
Ces études suggèrent que les Strigopinae, Nestorinae d’une part et les Cacatuinae d’autre part ont divergé assez tôt des Psittacinae. De plus, les divergences évolutives ne se seraient produites que sur une période courte, durant l’Éocène. Ni les Cacatuinae, ni les Loriinae ne sont des évolutions aussi importantes que ce que les systématiciens pensaient.
Des analyses phylogénétiques de 2006 bouleversent ces conceptions, faisant des Falconidae des proches parents des Psittaciformes.

## Caractéristiques

### Morphologie

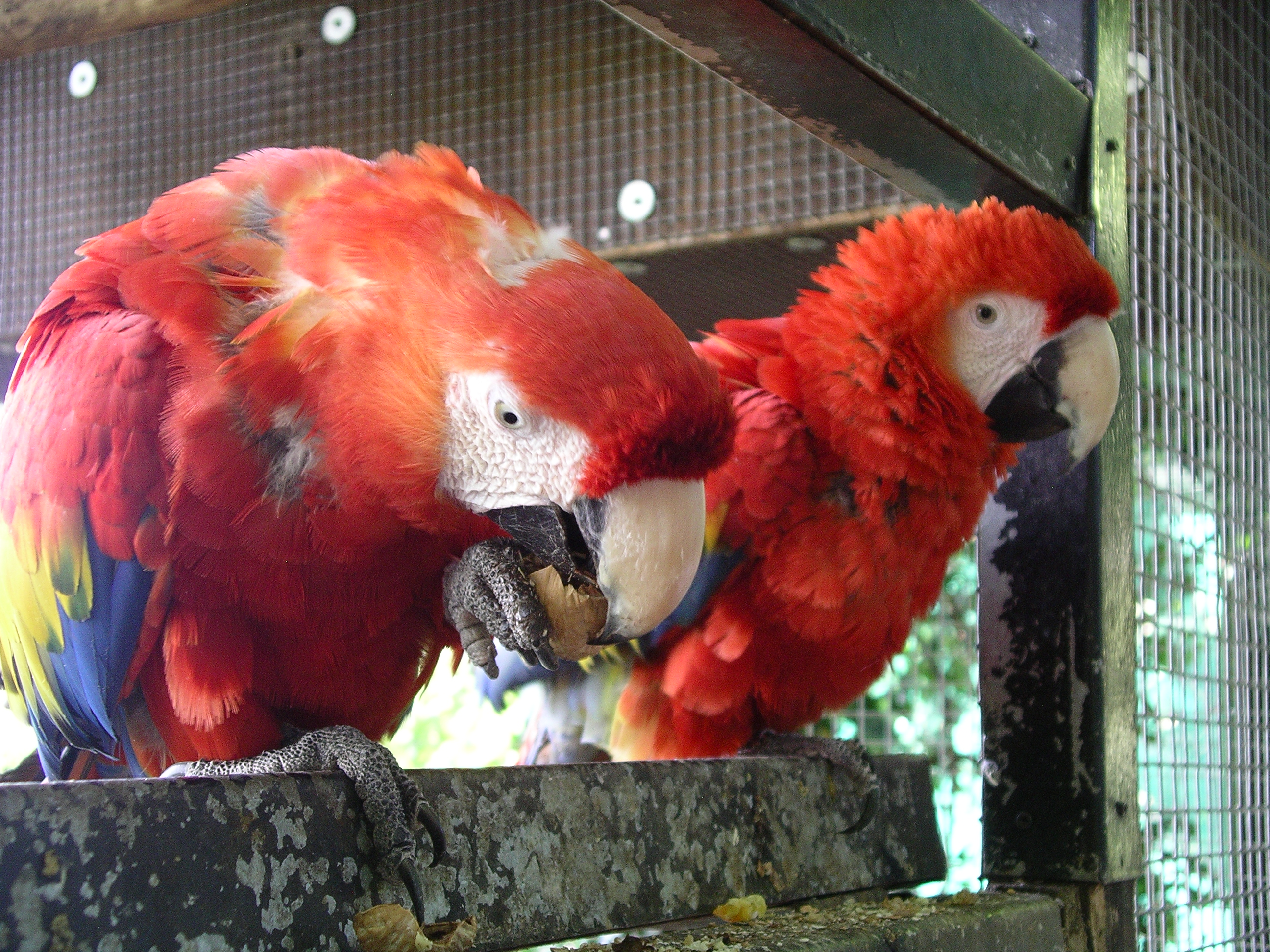
Ara macao se servant de ses pattes pour manger

Ce sont des oiseaux trapus à grosse tête avec un cou trapu, de taille petite à grande (de 8 à 100 cm).
Leur bec est très reconnaissable, court, épais et puissant, recourbé et articulé. La maxille et la mâchoire sont fixées à la charnière du crâne, ce qui offre la possibilité d’un mouvement vertical important et puissant d’autant que la musculature des mandibules est hautement développée. Cependant, comme pour quelques autres espèces d’autres ordres comme les flamants, le bec n’est pas fixé au crâne. Sauf exception, la face interne de l’extrémité de la mâchoire est tapissée de lamelles striées. Tous les Psittacidae, sauf le Psittrichas de Pesquet, utilisent leur bec de la même façon pour extraire les graines de leur gangue. La graine est tenue entre les mandibules et c’est la mandibule inférieure qui écrase la gangue et la langue extrait la graine. Leur bec pousse continuellement ce qui incite ces oiseaux à l’entretenir en s’en servant. À la base du bec se trouve la cire, généralement nue, qui entoure les narines. La langue est aussi très musculeuse et leur permet de placer les graines à briser de façon à avoir plus de puissance. Chez les Loriinae, aussi nectarivores, l’extrémité de la langue possède une sorte de râpe.
Chaque œil est indépendant. Ils ont un cou très mobile ce qui leur permet un champ de vision très large. Leurs pattes zygodactyles, logiques pour des oiseaux le plus souvent arboricoles, sont courtes.
|      |         |
| mâle | femelle |

Beaucoup d’espèces portent un plumage aux coloris exubérants. Pourtant les Psittacidae ne synthétisent pas de pigments bleus ou verts, mais c’est grâce à l’effet Tyndall, un phénomène optique, que certaines espèces disposent des plumes de ces couleurs. Les cacatoès ont sur le sommet de la tête une crête de plumes mobiles qui peut être levée ou rétractée. La plupart des espèces disposent d’un dimorphisme sexuel faible, voire inexistant, Alisterus scapularis et quelques autres espèces faisant exceptions. La méthode la plus fiable de sexage est le sexage génétique.
La plus petite de ces espèces de Psittacidae vivantes est la Perruche pygmée Micropsitta pusio avec un poids adulte de 10 g et une taille de 8 cm. La plus grande espèce vivante de Psittacidae est l’Ara hyacinthe qui mesure un mètre, queue comprise. Certaines espèces sont jugées plus atypiques que d’autres, comme les Grand Éclectus dont le dimorphisme sexuel marqué est une exception, le Kakapo qui ne vole pas, ou les Kaka, Kéa et le Cacatoès nasique pour la forme de leur bec, ou tout bonnement par leur aspect comme le Cacatoès noir.

### Anatomie

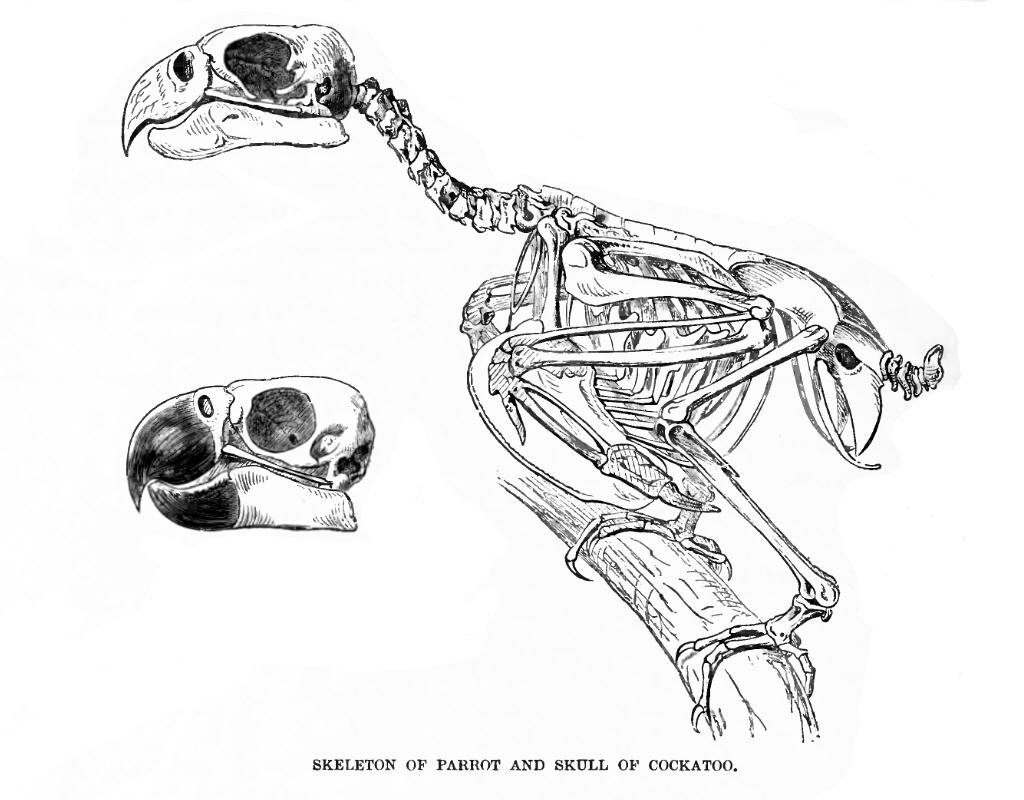
Squelette d’un Psittacidae et crâne d’un Cacatuidae

Certains Psittacidae comme les Ara ne possèdent que des vestiges de glande uropygienne. Les os de leur crâne bien reconnaissable, du fait de la forme de leur bec et des os qui le fixent sont particuliers, possèdent en outre des fosses orbitales de deux types particuliers permettant de les scinder en deux groupes. Chez ces espèces, la musculature qui permet à la syrinx de vibrer est très développée, même si des différences notables entre les espèces de ce taxon sont observées. On dénombre trois paires de muscles pour ces espèces. La furcula n’est pas soudée, faible voir absente pour les espèces de l’ordre. Cette spécificité ne modifie pas la capacité à voler. Lorsqu’elle est absente, c’est en fait une ossification imparfaite. Ils possèdent un arrangement distinctif de la carotide. Beaucoup d’espèces n’ont pas de muscles ambiens.

### Longévité
Une Perruche ondulée peut vivre jusqu’à 15 ans, alors que les autres espèces de la même famille peuvent vivre plus longtemps encore comme les Gris du Gabon, Amazones ou Aras, jusqu’à 60 ans ou plus.

## Éthologie

### Mouvements
Tous les psittaciformes s’aident de leur bec pour se mouvoir dans les arbres. Ils s’aident également de leurs pattes pour se nourrir ou saisir des objets qu’ils veulent amener à leur bec.
Une seule espèce ne vole pas, le kakapo. Même pour les psittaciformes migrant sur de longues distances, il semble que ces espèces souffrent peu lorsqu’elles sont maintenues en volière suffisamment grande du moment où elles peuvent grimper et faire des acrobaties. Les Amazones, par exemple, parcourent de plus longues distances en grimpant et en courant qu’en volant, même dans des grandes volières.

### Comportement

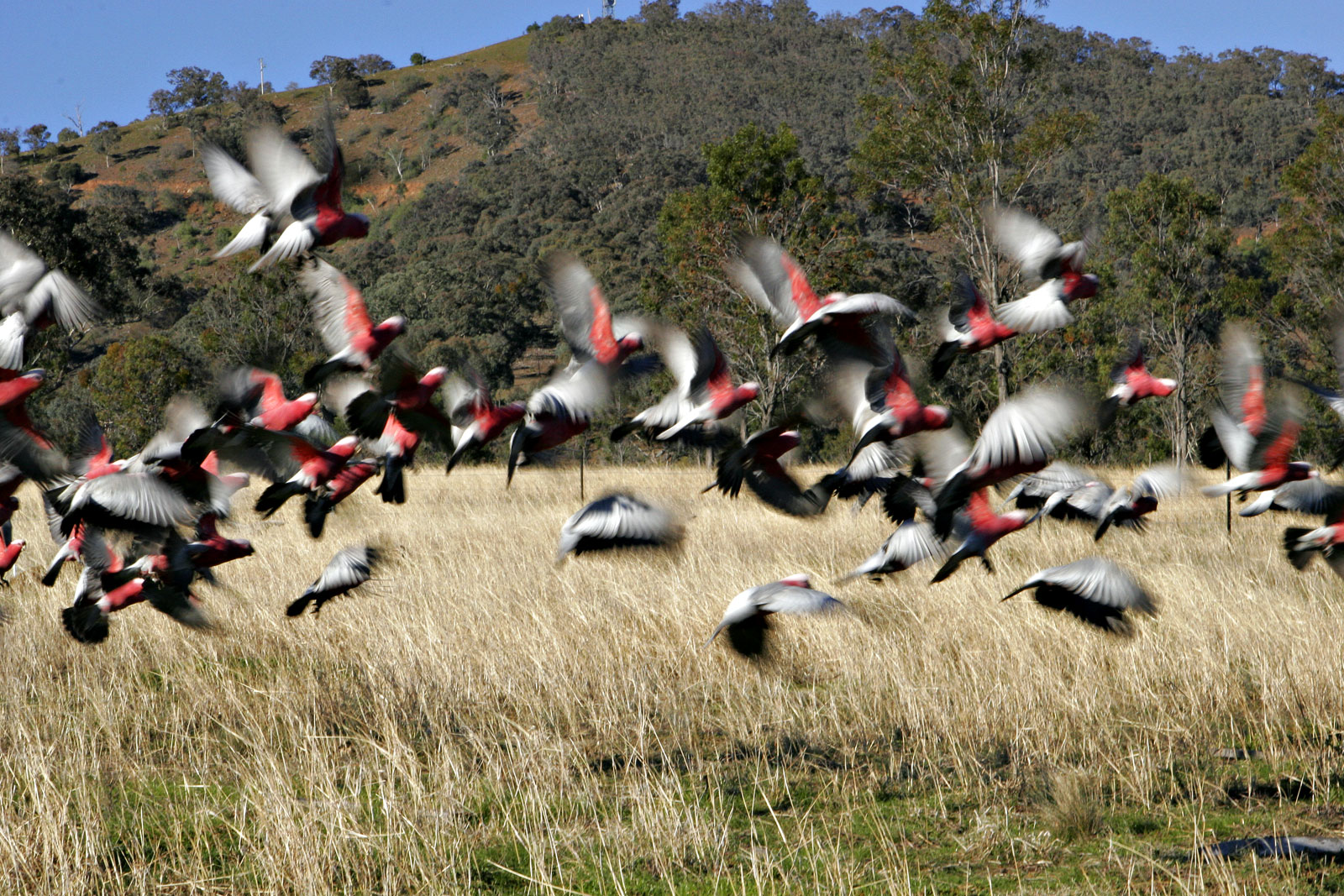
Volée de Cacatoès rosalbin

Les Psittacidae sont des animaux grégaires. Ils passent beaucoup de temps à entretenir leur plumage mais ils ne le font que lorsqu’ils se sentent en sécurité, tout stress inhibe ce comportement.
Certains oiseaux de cet ordre vivent en couple pendant la période de reproduction, en solitaire (tel le kakapo) ou en groupes sociaux le reste de l'année (groupes pouvant varier de quelques individus pour les aras à plusieurs milliers pour les perruches ondulées). D'autres adoptent un système de fission-fusion.
Beaucoup d’espèces doivent boire régulièrement. Dans les régions arides, les oiseaux se retrouvent en groupe de milliers d’individus de la même espèce, autour de points d’eau où ils se baignent également. Les espèces des forêts tropicales humides écartent leurs ailes quand il pleut. Lorsque les pluies sont rares, certaines espèces comme les perruches ondulées se frottent contre la rosée matinale.
Leur bec ne leur sert pas uniquement de casse-noix, il leur sert aussi, par exemple, à se nettoyer (lissage des plumes, coupe des griffes etc.). Le bec est également une arme de défense efficace et les spécimens domestiqués peuvent gravement mordre. Ils utilisent également la morsure comme moyen de communication, par exemple les juvéniles peuvent mordre pour signaler un manque d’attention,. En outre, pratiquement toutes les espèces s’en servent comme d’une troisième patte lorsqu’ils ont besoin de se déplacer dans les arbres sans avoir la possibilité de voler. Ils se servent aussi de leurs pattes pour se gratter, pour entretenir leurs plumes ou nettoyer leur bec ce qui implique une grande dextérité.

#### Intelligence
Les Psittaciformes, avec les Corvidae, sont considérés comme parmi les plus intelligents des oiseaux. Le ratio entre la masse du corps et la masse du cerveau est comparable pour ces espèces à celle des grands singes, cependant leur cortex cérébral est assez réduit, alors que celui-ci est censé être la principale aire d’origine de l’intelligence. Plusieurs études ont été faites pour évaluer leur intelligence, les spécimens de gris du Gabon nommés Alex et N'kisi sont célèbres. Ces études laissent penser que le perroquet gris est en effet d’une intelligence animale comparable à celle d’un dauphin ou un grand singe. Il peut en effet reconnaître les formes, les couleurs, les matières, et les associer. On peut arriver à converser avec un perroquet grâce à une forme de dressage appelée modèle-rival, impliquant deux personnes, dont le dresseur. Alex détient un vocabulaire qui s’élève à près de 800 mots. Les perroquets gris sont capables de choisir correctement des mots dans des contextes différents, d’inventer des nouvelles combinaisons de mots, etc.
Certaines espèces de perroquets comme les Kéa sont également très habiles à utiliser des outils et résoudre des puzzles.

#### Communication
Vivant pour la plupart en colonies, les Psittacidae ont développé des aptitudes particulières à communiquer. Les principaux moyens sont les vocalises et les attitudes corporelles. Ainsi ils expriment le plaisir, la frayeur, la colère, la faim ou la fatigue, et réclament de l’attention. De nombreuses espèces ont la capacité d’imiter la voix humaine. Pouvoir parler implique d’avoir des organes spécialisés pour produire le son mais aussi un système neurologique central élaboré car il faut contrôler ces organes avec une grande précision. Ils doivent aussi savoir écouter et mémoriser, comparer leur production avec ce qu’ils entendent. Il semble que la plupart des Psittacidae n’imitent pas les sons dans leur milieu naturel, bien que des perroquets gris aient été observés en imitant le chant d’autres oiseaux pendant la période de reproduction. Toutes les espèces n’ont pas les mêmes capacités en la matière, et pour chaque espèce, les différences de capacités peuvent être importantes entre individus. Le Perroquet gris est l’espèce la plus réputée en la matière. La raison pour laquelle ils imitent les sons n’est pas réellement connue mais l’explication la plus commune est qu’ils trompent ainsi leur ennui et leur solitude en captivité. Les vocalises, dans leur milieu naturel, leur permettent de rester en contact avec leur entourage lorsqu’ils ne se voient pas.
Toutes les attitudes corporelles n’ont pas la même signification chez toutes les espèces, mais il existe des similitudes pour certains comportements de base. Chez eux, le besoin de communication est inné ainsi le clignotement des yeux associés à une dilatation des pupilles comme le hérissement des plumes du cou ou les grognements (en dehors même de la connaissance de chien) semblent être un signe d’agressivité. À l’opposé le ronronnement semble être un signe de contentement. Ils sont capables de crier et de chanter en général avec un volume sonore élevé et qui témoigne d’une large catégorie d’émotion.

#### Alimentation

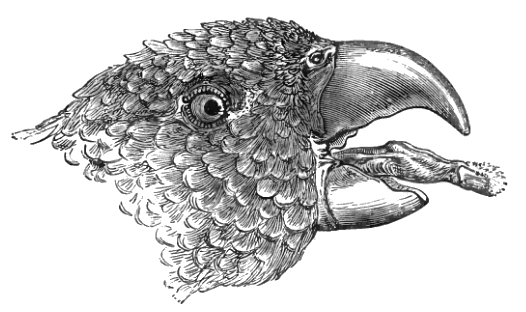
Langue de Lory

La plupart de ces espèces ont un régime alimentaire frugivore qu’ils complètent avec des graines, des noix et des bourgeons. Certaines espèces sont essentiellement nectarivores comme les Loriinae, la Perruche de Latham et le Coryllis des Philippines, d’autres le sont moins. Ces oiseaux nectarivores disposent de quelques particularités anatomiques comme une longue langue râpeuse. Ils peuvent compléter leur régime avec des petits animaux comme des arthropodes. Brotogeris chrysoptera consomme des escargots, les Kéas consomment des cadavres de vertébrés ou tuent même des poussins de pétrels par exemple. Le Kakariki des Antipodes, bien que pour moitié herbivore, complète son régime alimentaire avec des cadavres, des œufs de manchots, des poussins de pétrels tués au nid, des océanites à croupion gris qui incubent.

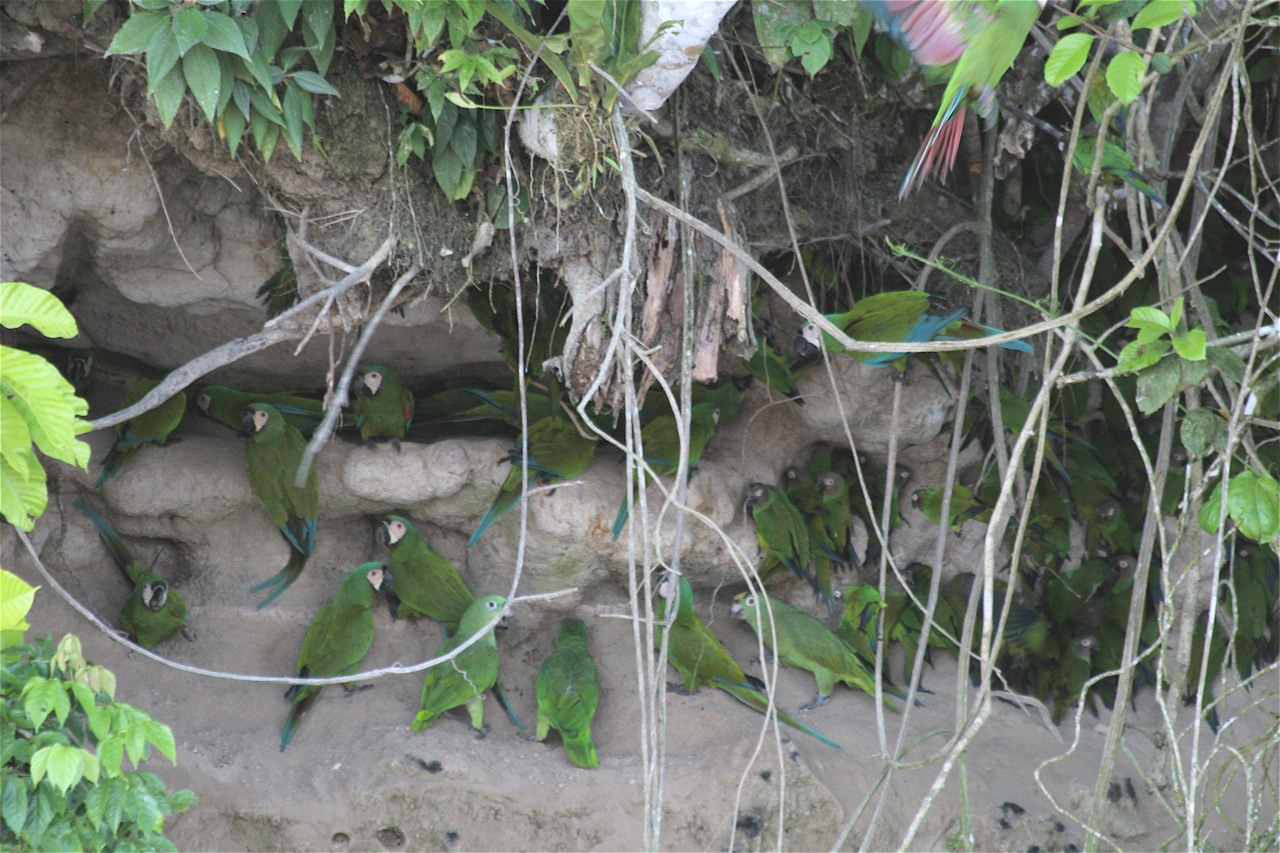
Ara severa, Amazona ochrocephala, Aratinga weddellii creusant dans une falaise d’argile en Équateur.

Comme les gangues des graines sont souvent toxiques, et comme pour tous les oiseaux, ils sont particulièrement sensibles aux poisons, les Psittacidae sont prudents. Ils enlèvent avec précaution les gangues avant d’ingérer les graines. Beaucoup d’espèces sont géophages, la glaise contenant des minéraux qui neutralisent les toxines contenues dans leur intestin.

### Reproduction
Bien qu’il existe quelques exceptions, les Psittacidae sont monogames. Ils ne considèrent pour territoire que l’emplacement de leur nid propre,. Ils couvent presque tous en hauteur, dans des trous d’arbres, dans des falaises ou dans des termitières. Seules cinq espèces d’Inséparables et les conures veuves construisent des nids dans les arbres tandis que trois espèces australasiennes nichent à même le sol. Les femelles pondent des œufs blancs, les couvant le plus souvent seules en étant nourries par le mâle. Quelques espèces le font en couple à tour de rôle. Les petits sont nidicoles. La femelle reste au nid une ou deux semaines jusqu’à ce que les plumes tectrices permettent aux poussins de ne pas souffrir du froid. Les poussins se resserrent les uns contre les autres, comme pour se protéger du froid. En captivité, ils s’accommodent de nichoirs.
Les Arini sont des grandes espèces à faible taux de reproduction, elles suivent un modèle stratégique dit K. Ces espèces ont besoin de plusieurs années pour parvenir à maturité et n’élèvent qu’un ou deux jeunes par an, parfois même, elles ne se reproduisent pas chaque année.

## Chorologie
Les Psittacidae ne sont pas des bons disperseurs de graines car ils les broient avant de les ingérer.

### Répartition
Si les espèces de cet ordre sont originellement réparties surtout dans toute la zone tropicale, ce sont des oiseaux principalement forestiers mais certaines espèces vivent en savane, quelques espèces fréquentent des milieux plus ouverts et certaines vivent naturellement dans les zones tempérées comme la Conure à tête jaune, aujourd’hui éteinte, en Amérique du Nord. C’est en Amazonie et en Australasie que leur diversité est la plus importante. Alfred Russel Wallace a remarqué que la plus grande concentration en espèces se trouve de Sulawesi aux îles Salomon. Cette surface qui représente un cinquantième des forêts équatoriales abritait le cinquième ou le quart des espèces. On en trouve en Amérique centrale, en Amérique du Sud, dans le sud de l’Amérique du Nord, en Afrique sub-saharienne, en Océanie, dans toute l’Asie jusqu’au sud de la Chine et de l’Himalaya.
Plusieurs espèces (comme la Conure veuve et la Perruche à collier) forment également désormais des colonies viables en Europe (dont Espagne, France, Belgique) et aux États-Unis à partir d’oiseaux échappés de captivité. Certaines espèces vivent dans des zones subalpines et même à de très hautes altitudes (à plus de 6 000 m dans les Andes ou dans l’Himalaya).
Certaines espèces sont exclusivement sédentaires, d’autres peuvent être plus ou moins migratrices. Certaines espèces sont territoriales, d’autres adoptent un style de vie entièrement nomade.

### Espèces en expansion
Plusieurs espèces sont en expansion et sont même considérées comme invasives. Les populations de Psittacidae marrons ne sont pas protégées aux États-Unis.
| Amérique du Nord | Europe | Afrique              | Océanie                                                             | Singapour                |
| --- | --- | -------------------- | ------------------------------------------------------------------- | ------------------------ |
| - Perruche à collier - Conure veuve - Brotogeris versicolurus - Brotogeris chiriri - Inséparable rosegorge - Amazone diadème - Amazone à couronne lilas - Conure à tête rouge - Amazone à joues vertes - Hybride de Conure mitrée - Perruche ondulée, statut incertain | - Perruche Alexandre - Perruche ondulée - Perruche à collier - Conure veuve - Inséparable de Fischer - Inséparable masqué | - Perruche à collier | - Loriquet à tête bleue - Perruche omnicolore - Perruche de Pennant | - Cacatoès à huppe jaune |

## Histoire de l'ordre

### Histoire évolutive
Deux hypothèses, très différentes ont cours sur l’origine de l’ordre :
| Classification phylogénétique de Ericson, 2006                             | Selon Olson, 1985, Feduccia, 1980, 1996 et Sibley & Monroe, 1990                                                                           |
| -------------------------------------------------------------------------- | --- |
| ├─o │ ├─o Falconidae │ └─o Cariamidae ├─o Psittaciformes └─o Passeriformes | ├─o Charadriiformes └─? Columbimorphae ├─o Turnicidae Gray, 1840 └─o ├─o Pteroclidae └─o ├─o Columbiformes └─o Psittaciformes Wagler, 1827 |

Les découvertes paléontologiques suggèrent que l’ordre serait apparu sur le Gondwana mais le peu de fossiles découverts ne permet pas de trancher avec certitude.
D’après la classification phylogénétique de Sibley et Monroe de 1990, les Psittaciformes auraient évolué à partir d’ancêtres communs avec les Columbiformes, eux-mêmes évolués d’ancêtres communs dont sont issus les Charadriiformes et enfin à partir d’ancêtres communs avec les Ciconiiformes.
Un fragment de 15 millimètres de bec (UCMP 143274) découvert dans le Comté de Niobrara au Wyoming, daté de la fin du Crétacé il y a 70 Ma, a été considéré comme le plus ancien fossile de Psittacidea. Il s’agit en fait d’un théropode Caenagnathidae — un dinosaure non-avien muni d’un bec.
Les plus anciens fossiles de Psittaciformes ont été découverts en Europe. Un humérus trouvé et étudié au Danemark au début des années 2000 pourrait être celui d’un Psittaciforme, il a été daté de l’Éocène, il y a 55 Ma. D’autres fossiles d’ossements, assez complets et semblables au Psittacidae, découverts en Angleterre et en Allemagne ont été datés de 50 Ma, laissant à penser que l’ordre serait originaire d’Europe puisque le plus ancien fossile découvert en Amérique du Sud n’a que 20 Ma. Mais il est probable que ces oiseaux ne soient pas les ancêtres directs des Psittacoidae c’est-à-dire les Psittacidae modernes, mais ceux de lignées indépendantes et éteintes qui ont évolué dans l’hémisphère nord.
Les premiers fossiles d’authentique Psittacidae datent de 23 à 20 Ma, durant le Miocène, et sont aussi européens. Peu de fossiles d’intérêt ont été trouvés pour l’hémisphère Sud, le plus ancien datant de 20 Ma. Les taxons suivants, daté Miocène, sont probablement des Psittacoidea
- Archaeopsittacus (fin de l’Oligocène, début du Miocène)
- Xenopsitta (début du Miocène, République Tchèque)
- Bavaripsitta (milieu du Miocène, Steinberg en Allemagne)
- Pararallus (milieu Miocène, France)

Certains des taxons suivants ne sont pas unanimement considérés comme Psittaciformes :
- Palaeopsittacus (début ou milieu de l’éocène du nord ouest de l’Europe)
- Pulchrapollia (début de l’éocène)

### Domestication
Des témoignages de domestication en Inde remontent au Ve siècle av. J.-C. Ces animaux apparaissent ensuite comme signes hiéroglyphiques à partir de -360 av. J.-C. Les premiers Psittacidae à être importés en Europe par la suite d’Alexandre le Grand ont été nommés en son souvenir Perruche Alexandre. Ces animaux témoignaient de la richesse de leur propriétaire. La possession de perroquets n’était plus rare sous Tibère. Au Ier siècle Pline l’Ancien a décrit une technique d’apprentissage de la parole aux perruches à collier. Écrit au XIIIe siècle, le Masnavi, un document afghan, détaille une technique à l’aide d’un miroir pour apprendre à parler aux Psittacidae.
Ces oiseaux furent oubliés par l'Occident qui les redécouvre à l’occasion des croisades. Les explorations européennes, comme celle de Marco Polo et la conquête des Amériques, donnèrent également l’occasion aux occidentaux de découvrir d’autres espèces. À la fin du XVIIIe siècle, les européens découvrent l’Australie et la grande diversité de ses espèces. Depuis le Moyen Âge, ces oiseaux sont importés vers l’Europe, puis l’Europe et les États-Unis et ces importations ont fortement augmenté depuis les années 1970, à tel point que les prélèvements massifs de perroquets sauvages sur les marchés européens participèrent à la disparition de certaines espèces et que d’autres sont menacées d’extinction. L’ara de Spix a probablement disparu à l’état sauvage, les seuls spécimens vivants connus étant aujourd’hui des aras captifs.
En Amérique du Sud, certaines communautés ont élevé ces espèces afin d’obtenir des plumes pour fabriquer des coiffes. Ils ont mis en place des procédés à base de teintures ou de décolorants pour obtenir les couleurs voulues mais aussi en changeant le régime alimentaire, comme le décrit Charles Darwin, ou en appliquant des produits chimiques sur des oiseaux captifs, ce qui se nomme tapirage. Soit les Psittaciformes sont d’abord plumés puis leur épiderme est massé avec des décoctions de plantes, soit du venin est déposé dans le calamus de leurs plumes. Les couleurs structurales des plumes disparaissent et les plumes sont alors jaunes ou roses lors de la repousse. Les Enawenê-Nawê, avec du venin de batracien, transforment des plumes normalement vertes en plumes jaunes avec des nuances de vermillon.

### Marronnage

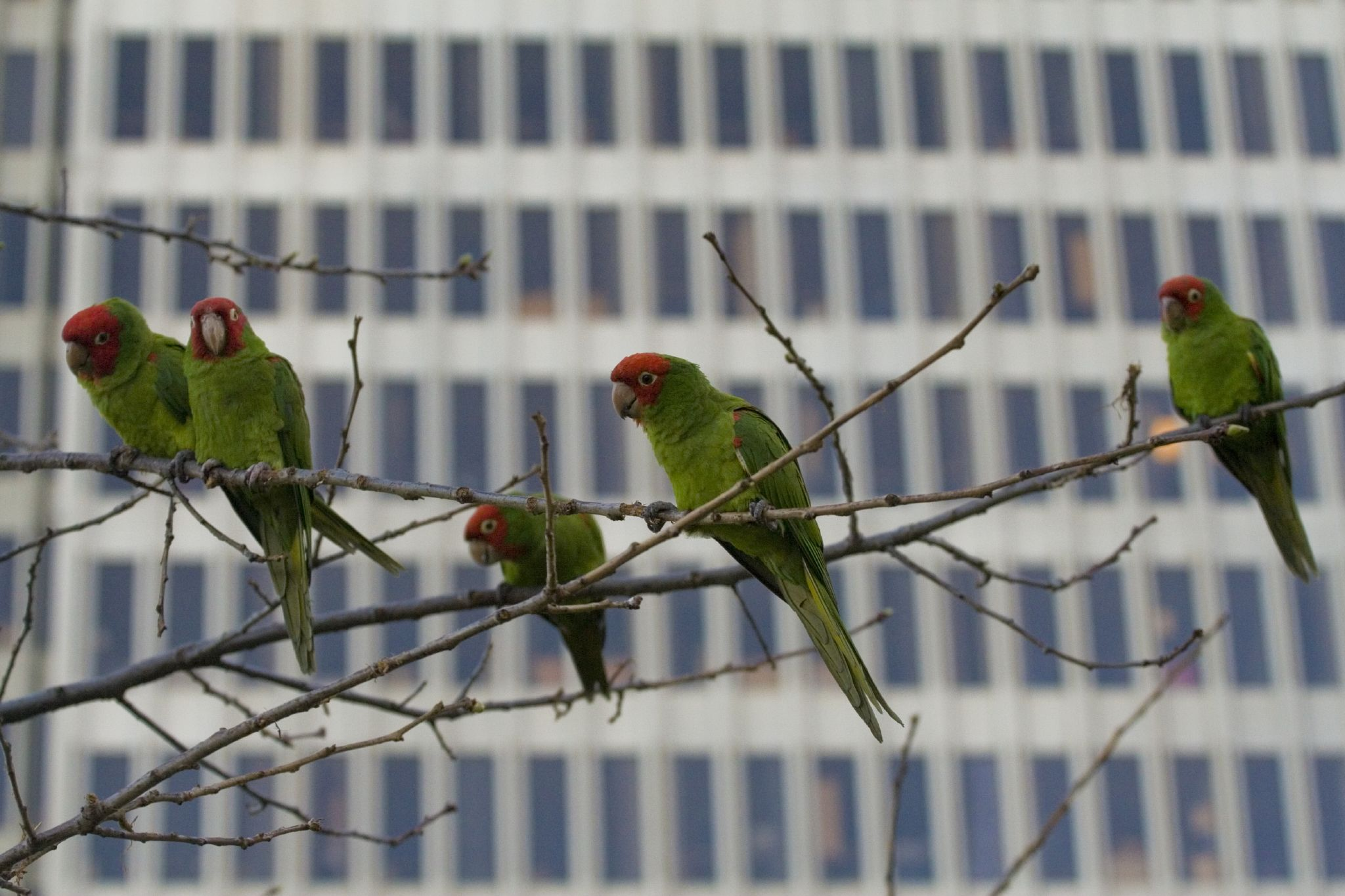
Conure à tête rouge à San-Francisco

Certains spécimens en captivité se sont échappés et sont redevenus sauvages dans des zones où leurs espèces n’étaient pas endémiques. La première espèce connue pour s’être acclimatée est la Perruche pompadour des Fidji au sud des Tonga, avant même l’arrivée de James Cook en 1770. Depuis le début du XXe siècle, les pays du nord sont concernés à cause, principalement, de libérations accidentelles ou volontaires par propriétaires négligents ou par des parcs zoologiques, mais aussi à cause d’accidents de transport, y compris d’avion. Les spécimens, une fois libres, constituent des colonies qui, aujourd’hui, parviennent à vivre en ville. Les observations de marronnage dans les villes des États-Unis, plus précisément Floride, Texas et Californie datent des années 1950. Durant les années 1980, on a observé le même phénomène en Europe c’est-à-dire en Espagne, France et même Belgique. L’Australie est particulièrement touchée. Toutes ces populations acclimatées au nord montrent une surprenante résistance et elles se sont si bien adaptées qu’elles peuvent représenter une menace sur les écosystèmes locaux. Certaines espèces sont considérées comme invasives comme la Conure veuve.

### Espèces éteintes et menacées

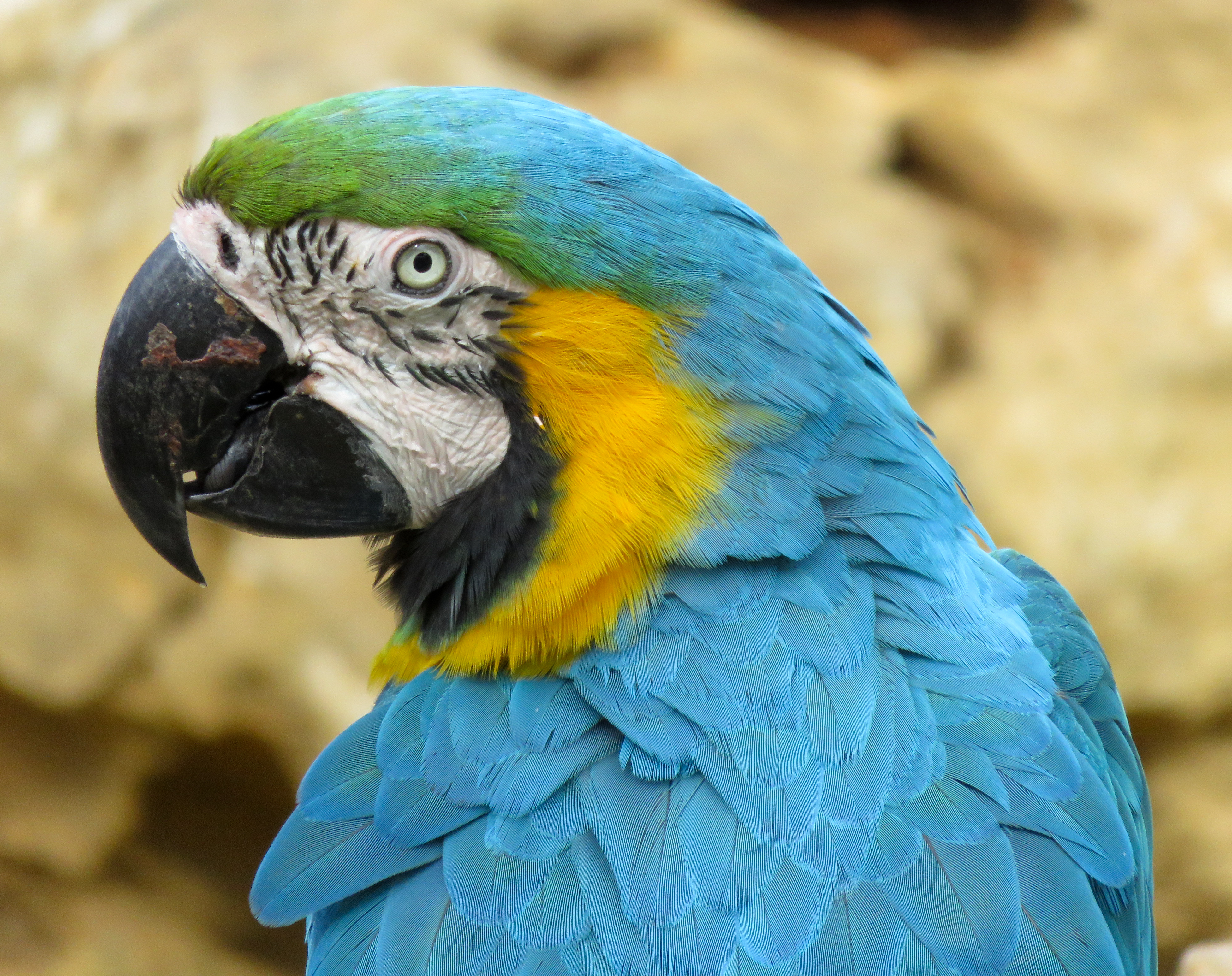
Ara Ararauna à Planète sauvage.

Selon l’UICN, vingt espèces ont été déclarées éteintes en 2001. L’Ara de Spix (Cyanopsitta spixii) est éteinte à l’état sauvage mais des individus vivent encore en captivité. 17 espèces sont considérées comme en danger critique d’extinction. 33 espèces sont reconnues en danger et 44 vulnérables c’est-à-dire que pour un quart des espèces environ, les effectifs de Psittacidae ont diminué ou fortement diminué. En fait, près de 130 espèces sont menacées ce qui fait des Psittacidae un des groupes d’oiseaux qui est le plus menacé.
Les causes de baisses de population sont diverses. La destruction des habitats liée à l’urbanisation et l’extension de l’agriculture peut également être liée à l’apparition d’espèces invasives qui vont détruire l’habitat, occuper les mêmes niches écologiques ou tout simplement les mêmes trous qui leur servent de nids. La chasse n’est plus une menace importante, mais certaines espèces, considérées comme une peste, sont donc chassées ou empoisonnées.
Dans les années 1990, de 400 000 à 800 000 spécimens ont été capturés dans la nature pour le trafic. Si au cours de cette décennie, les importations ont alimenté principalement le marché nord-américain, l’Europe et le Japon sont les deux principaux marchés depuis les années 2000. On estime qu’en 2000, près de 500 000 oiseaux, surtout originaires d’Asie, ont été vendus. Les prélèvements des oisillons, pour être domestiqués à terme, sont sûrement plus importants encore, de l’ordre de 800 000, car la mortalité est élevée. Ces trafics génèrent des sommes considérables et portent sérieusement atteinte à certaines espèces puisque 30 % des 140 espèces vivant en Amérique sont menacées. Près de 10 000 spécimens d’Ara bleu ont été capturés rien que dans les années 1980, si bien qu’il en reste aujourd’hui moins que ce nombre en liberté. Ces ventes, et les trafics, sont maintenus par le fait que d’une part ces oiseaux se reproduisent souvent mal en captivité et d’autre part que ces oiseaux peuvent valoir cher.

### La législation
De nombreuses espèces de psittaciformes sont placées sous les annexes I et II de la CITES depuis mars 1973. La majorité des représentants de la famille des psittaciformes sont classés dans cette annexe II. La Perruche
à collier rose est la seule représentante à être visée par l’annexe III. Seules certaines variétés de psittaciformes sont reconnues comme domestiques par la législation française dans la liste officielle du ministère de l’Environnement français.
De nombreux pays, dont l’Australie depuis 1960, interdisent les exportations. En outre, de nombreux pays acheteurs, comme les États-Unis depuis 1992, interdisent l’importation. L’Europe a autorisé, jusqu’en 2007 et la crise de la grippe aviaire, l’importation de certaines espèces tout en limitant les importations de spécimens sauvages par crainte de maladie. Depuis lors toute importation est interdite. Les spécimens d’espèces élevés en captivité avec succès doivent être dotés d’une bague inamovible d’identification qui porte le nom de l’éleveur et l’année de naissance de l’oiseau. En cas d’absence de bague, l’oiseau est considéré comme sauvage et donc illégalement détenu.
La plupart des spécimens vendus légalement sont issus d’élevages. Cependant, en 2007, les trafics perdurent. Entre 1 600 000 et 3 200 000 oiseaux sauvages sont capturés dans les années 1990 dont près de 25 % sont des Psittacidea. 4 à 10 % des spécimens vendus aux États-Unis sont toujours issus du trafic. En 1996, Tino Silva, un directeur du plus important Loro Parque d’Europe, à Tenerife, a été condamné aux États-Unis à 82 mois de prison et 100 000 $ d’amende pour avoir vendu illégalement des Aras bleus. Cette affaire a été l’occasion de renforcer le contrôle sur le commerce des oiseaux.

### Espèces en élevage
Les Psittacidae sont parmi les espèces d’oiseaux les plus détenus, la Grande-Bretagne en compterait près de 4 millions.
Les animaux sauvages sont capturés soit adultes soit oisillons et élevés ensuite à la main. La plupart des adultes capturés meurent durant leur trajet vers l’oisellerie en raison de leurs conditions de transport. Ces adultes ne sont en général pas apprivoisables. Les spécimens élevés en captivité, s’ils ont été régulièrement manipulés dans leur plus jeune âge, s’apprivoisent bien. Les spécimens en captivité doivent faire correspondre leur instinct naturel et les stimuli que leur offre l'environnement formant « leur colonie ». Ils ne sont pas réellement domestiques et ne se soumettent à leur propriétaire que si celui-ci se montre digne d’être le dominant de la colonie.
Certains éleveurs se servent du phénomène psychologique de l’imprégnation, particulièrement fort chez les oiseaux, pour obtenir un comportement plus soumis de la part des oiseaux. D’autres éleveurs choisissent la méthode du nourrissage à la main avec des résultats analogues. Si cela permet d’obtenir de meilleurs résultats en termes d’apprentissage notamment de la parole, cela peut provoquer certains problèmes psychologiques comme l’anxiété de séparation, la masturbation, la ponte chronique ou une agressivité à la maturité sexuelle et un faible taux de reproduction.
L’élevage sélectif permet aux éleveurs de sélectionner les caractéristiques ou mutations qui permettent d’obtenir des couleurs de plumages qui, selon eux, mettent en valeur ces oiseaux. Le groupe MUTAVI cherche à proposer un système de dénomination international des mutations pour les espèces de psittaciformes, fondé sur le génotype.

## Protection
Les espèces de cet ordre sont relativement menacées dans leurs milieux naturels, des mesures de protection ont été mises en place. La menace la plus importante est la destruction de leurs habitats naturels.
De nombreux organismes interviennent dans la protection de la faune et de la flore et par conséquent interviennent pour la protection des Psittacidae. Certains organismes sont spécialisés dans protection de ces oiseaux comme la World Parrot Trust fondée en 1989, l’Association for Parrot Conservation fondée en 1993, le Research Centre for African Parrot Conservation, le Birds Australia Parrot Association de la Royal Australian Ornithologists Union par exemple. L’UICN, avec plusieurs partenaires, a mis en place un plan pour la protection des Psittacidae depuis les années 2000. Ce plan consiste en plusieurs points dont la détermination des causes de déclin, des études sur la reproduction, des études de la mortalité, des études sur la démographie, la détermination des meilleurs mesures conservatoires, la protection et la restauration des habitats, la création de lois spécifiques et l’application de celles-ci, la formation des humains au respect de ces lois ou à leurs applications, enfin le développement de l’écotourisme pour valoriser auprès de ces derniers les efforts réalisés.

## Maladies
Du fait de la domestication, les maladies de cette famille sont bien connues. La diffusion de ces maladies est accélérée par le transport. L’ornithose, plus spécifiquement nommée psittacose pour cet ordre est une maladie respiratoire des plus répandues. La maladie du bec et des plumes ou les dilatations du proventricule sont des maladies émergentes assez spécifiques au Psittacidea. Certaines maladies peuvent également être liées aux stress comme le picage chronique. Ces oiseaux sont également proies de nombreux parasites externes ou internes.

## Culture
Sur les perroquets comme animaux de compagnie et dans la culture, voir Perroquet.
| wikilien alternatif2 | Représentation de « Loriidae » sur timbres postaux Voir aussi : - Oiseau sur timbres et autres séries - Timbres d'oiseaux sur Wikimedia |

| wikilien alternatif2 | Représentation de « Cacatuidae » sur timbres postaux Voir aussi : - Oiseau sur timbres et autres séries - Timbres d'oiseaux sur Wikimedia |

| wikilien alternatif2 | Représentation de « Psittacidae » sur timbres postaux Voir aussi : - Oiseau sur timbres et autres séries - Timbres d'oiseaux sur Wikimedia |